# Chak Mo'ol

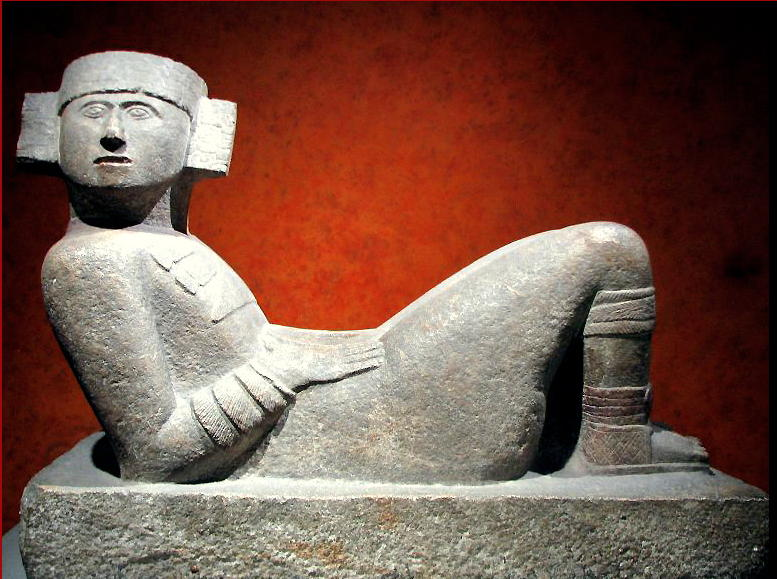
Chac Mo'ol aus Chichén Itzá im Nationalmuseum für Anthropologie (Mexiko)

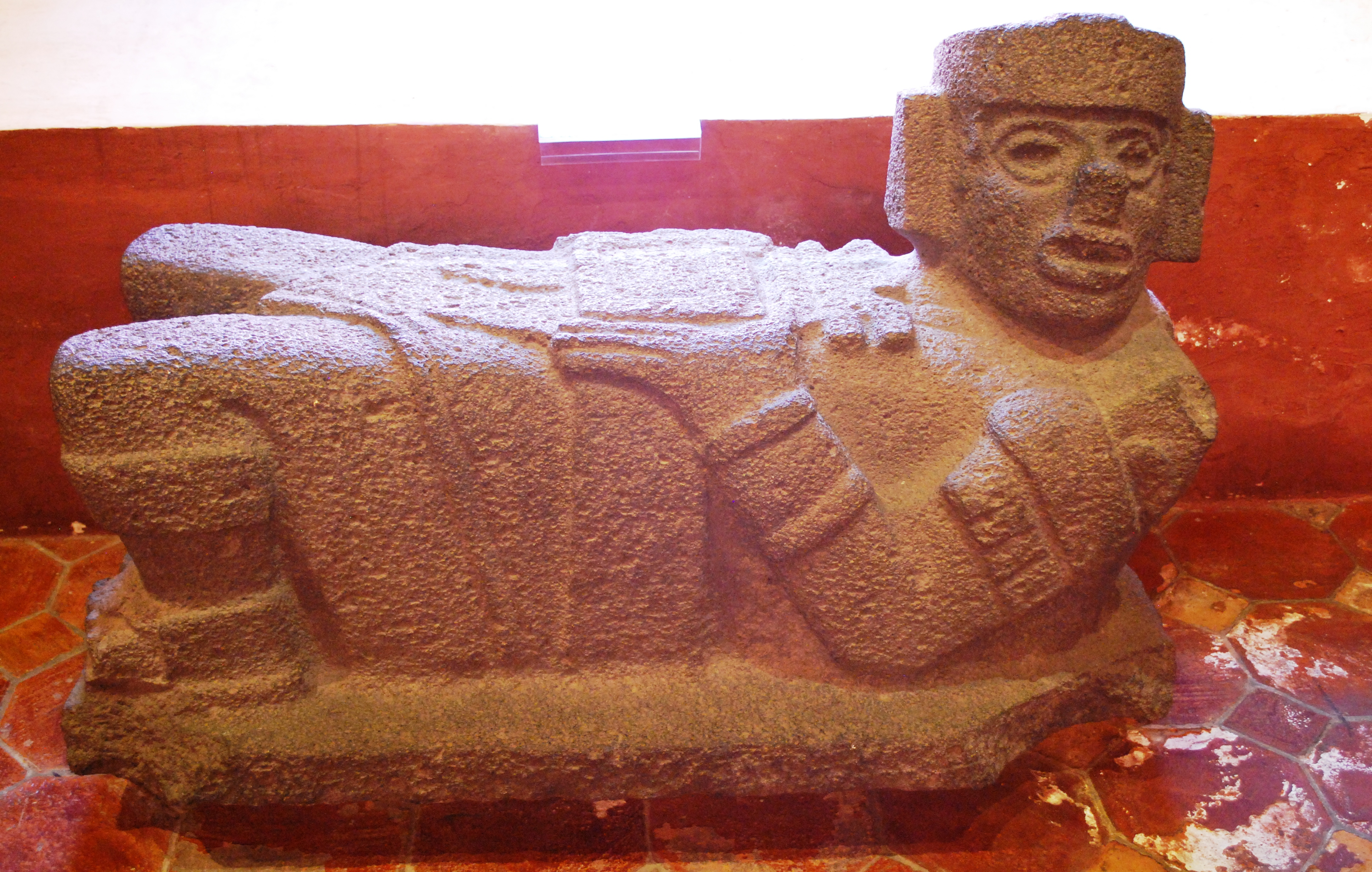
Chac Mo'ol im Museum von Tlaxcala

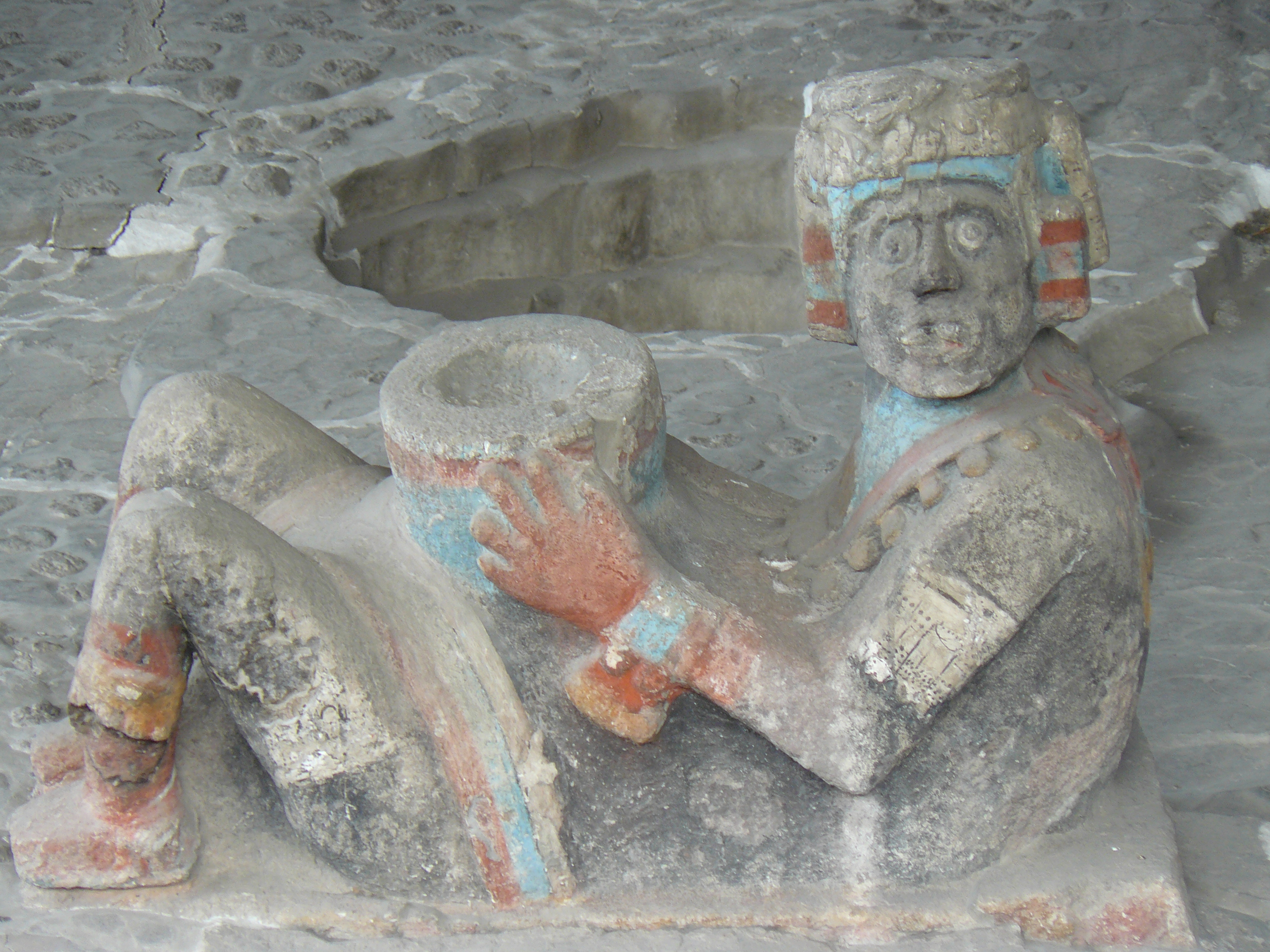
Chac Mo'ol im Templo Mayor in Tenochtitlán

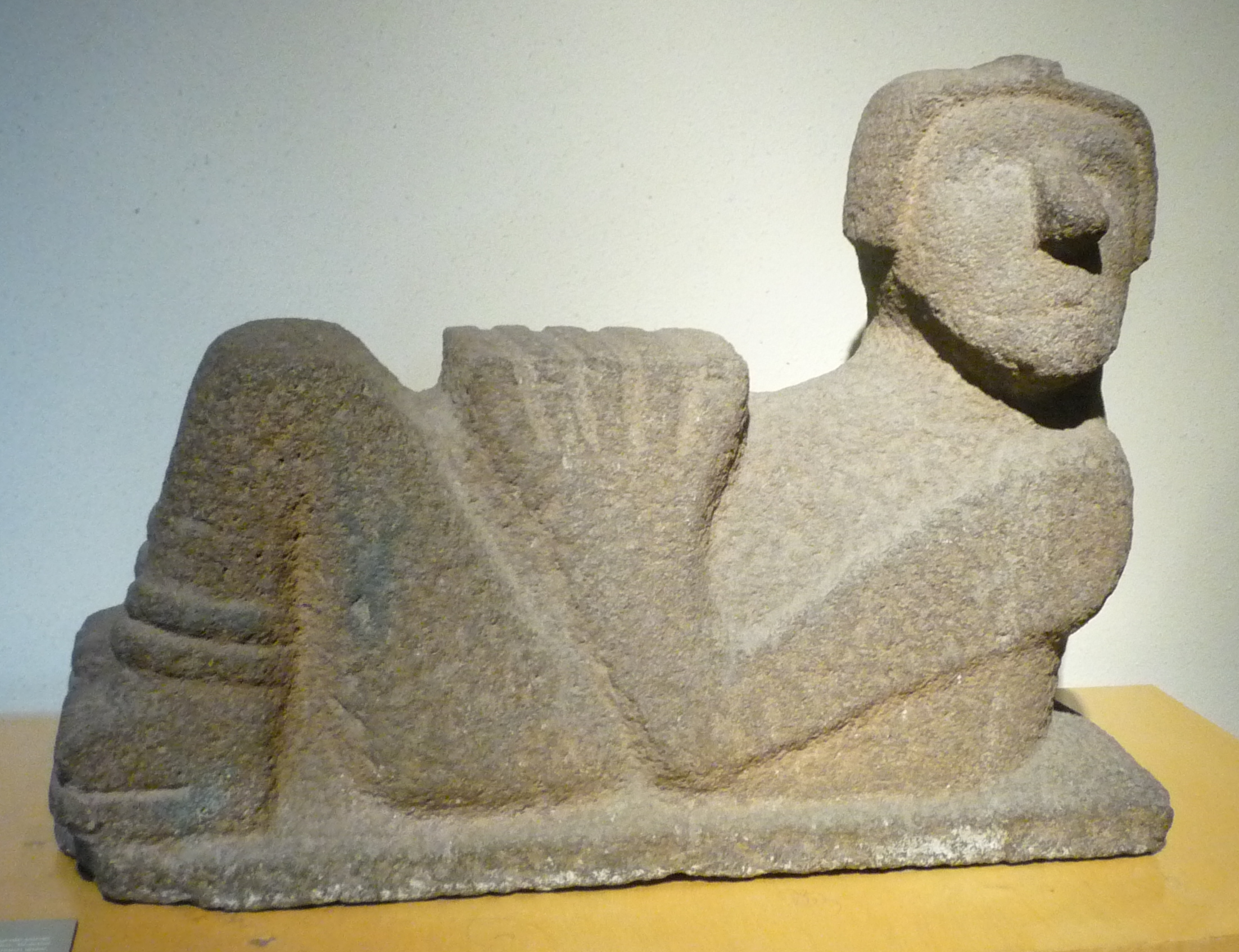
Chac Mo'ol aus Pátzcuaro

Als Chac Mo'ol (auch Chaac M'ol; Maya etwa „Roter Jaguar“ oder „Großer Jaguar“) wird eine Gruppe von annähernd 40 Steinplastiken in Mesoamerika bezeichnet. Der Name geht auf den amerikanischen Archäologen Augustus Le Plongeon zurück, der ihn einer im Jahr 1875 in Chichén Itzá gefundenen Statue zuwies. Sie haben nichts mit dem wichtigen Maya-Gott Chaak zu tun, wohingegen Beziehungen zum zentralmexikanischen Regengott Tlaloc wiederholt formuliert wurden.

## Beschreibung
Bei einem Chak Mo'ol handelt es sich stets um eine vollplastische monolithische Skulptur einer auf dem Rücken liegenden menschlichen Gestalt, die einerseits den Kopf zur Seite (immer nach außen) gedreht hat, andererseits sich auf ihre Ellenbogen stützt und gleichzeitig ihre Beine angewinkelt hat. Die Brust ist häufig mit einem Pektorale geschmückt. Auf dem Bauch hält sie entweder eine Schale oder es existiert eine Vertiefung. Als Kopfschmuck dient eine verzierte Kappe (oft mit rechtwinklig abstehenden rechteckigen Ohrenteilen). Alle Figuren waren wahrscheinlich farbig gefasst. Ihre unbequeme Sitzhaltung lässt an Gefangene denken, doch sind Arm- oder Fußfesseln nicht erkennbar.

## Geschichte
Chac-Mo'ol-Figuren tauchen erst in der Postklassik Mesoamerikas (ca. 900–1200) auf; in den klassischen Kultzentren des zentralmexikanischen Hochlandes wie Teotihuacán, Xochicalco, Monte Alban und selbst in den anderen Orten des guatemaltekischen oder yucatekischen Maya-Tieflandes wie Tikal, Copán oder Palenque bzw. Uxmal oder Mayapán sind sie unbekannt. Die frühesten Exemplare entstanden wahrscheinlich etwa gleichzeitig in den Städten Chichén Itzá (14 Skulpturen) und Tula (12 Skulpturen); jeweils zwei späte Exemplare wurden in Tenochtitlán und in Tazumal gefunden. Vor und während der Herrschaft der Azteken verbreiteten sie sich bis nach Michoacán im Norden bzw. bis nach Nicaragua und Costa Rica im Süden.

## Funktion
Eduard Seler stellte fest, dass die meisten Chak-Mo'ol-Figuren vor oder in den Eingangszonen der Tempel, niemals jedoch im Tempel selbst, gefunden wurden – es handelt sich folglich nicht um Gottheiten. Sie standen dennoch regelmäßig an erhöhter Stelle und waren somit nur für die Priester(könige) sichtbar und erreichbar. Es ist wahrscheinlich, aber nicht nachgewiesen, dass die Vertiefungen oder Schalen auf dem Bauch der Figuren der Aufnahme von Opfergaben (auch menschlichen Herzen) dienten.

## Sonstiges
Die skurril-gruselige Erzählung Chac Mool des mexikanischen Schriftstellers Carlos Fuentes erschien im Jahr 1954 in der Erzählsammlung „Verhüllte Tage“ (Los días enmascarados). Zentrales Thema ist das Nachwirken vorkolumbianischer Denk- und Glaubensvorstellungen in Mittelamerika.